# Меркурий (космическая программа)
«Меркурий» (англ. Mercury) — первая пилотируемая космическая программа США, а также название серии космических кораблей, использовавшихся в этой программе.
Генеральный конструктор корабля — Макс Фаже.
Для полётов по программе «Меркурий» был создан первый отряд астронавтов НАСА. Выполнено шесть пилотируемых полётов (два суборбитальных и четыре орбитальных). Общее время пилотируемых полётов по программе составило более двух суток.

## Конструкция космического корабля. Программа полёта

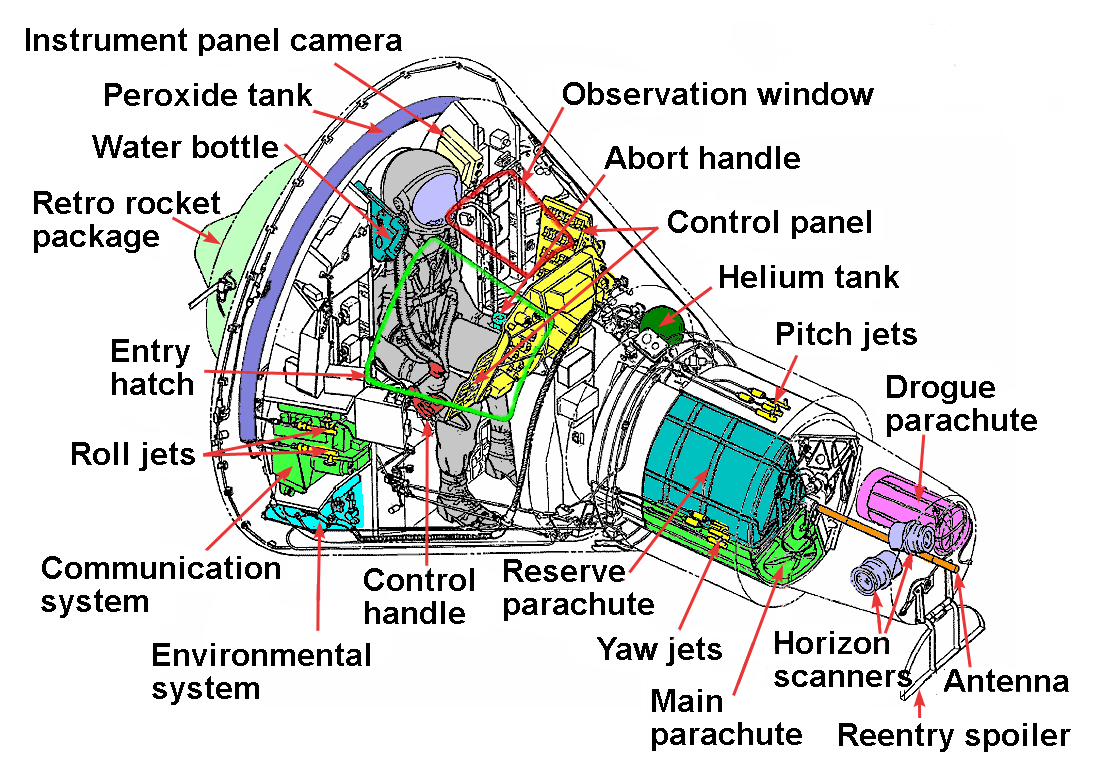
Корабль «Меркурий» в разрезе.

Корабль «Меркурий» — одноместный орбитальный пилотируемый корабль, выполненный по схеме капсулы. Материал кабины — титаново-никелевый сплав. Объём кабины — 1,7 м³. Астронавт располагается в ложементе и находится в скафандре всё время полёта. Атмосфера кабины — чистый кислород при давлении 1/3 нормальной атмосферы. Кабина оснащена средствами отображения информации на приборной доске и органами управления. Всего в кабине установлено 120 переключателей: 55 электрических переключателей, 30 предохранителей и 35 механических переключателей. Ручка управления ориентацией корабля находится у правой руки пилота. Визуальный обзор обеспечивается иллюминатором на входном люке кабины и обзорным широкоугольным перископом с изменяемой кратностью увеличения. На оптике перископа нанесены метки для визуальной ориентации корабля относительно Земли.
Корабль не предназначен для манёвра с изменением параметров орбиты; оснащён системой реактивного управления для разворота по трём осям (18 двигателей ориентации, работающих на перекиси водорода) и тормозной двигательной установкой (в её состав входят три твердотопливных двигателя, срабатывающие последовательно). Управление ориентацией корабля на орбите — автоматическое (один режим) и ручное (три режима). После выдачи тормозного импульса тормозная двигательная установка, закреплённая на трёх металлических лентах, сбрасывается. Вход в атмосферу осуществляется по баллистической траектории с пиковыми перегрузками до 8 g (до 12 g в суборбитальных полётах). Непосредственно после срабатывания тормозных двигателей происходит открытие аэродинамического щитка в верхней части капсулы, обеспечивающего правильную ориентацию кабины на участке атмосферного торможения (днищем по направлению полёта, на случай нештатного входа в атмосферу носовой частью вперед). Тепловые нагрузки воспринимаются абляционной теплозащитой на днище аппарата.

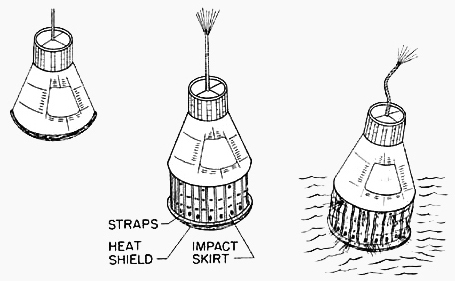
Посадка

Ввод тормозного парашюта происходит на высоте 7 км, основного — на высоте 3 км. Вслед за этим днище с тепловым экраном отделяется и повисает на «юбке» и наполняется баллон-амортизатор из стеклоткани, необходимый на случай нештатной посадки на сушу. Приводнение происходит с вертикальной скоростью порядка 9 м/с. После приводнения капсула сохраняет вертикальное положение.
     
Существенной особенностью корабля «Меркурий» является широкое использование резервного ручного управления: так, важнейшие команды управления кораблём — аварийное прекращение полёта с использованием системы аварийного спасения, ручная ориентация, включение тормозного двигателя, ввод парашютов, могли быть выданы непосредственно астронавтом (хотя в номинальном режиме выполнялись автоматически).
Из-за ограниченной грузоподъёмности ракет-носителей «Редстоун» и «Атлас» масса и габариты кабины пилотируемой капсулы «Меркурий» были крайне ограничены и существенно уступали по техническому совершенству советским кораблям «Восток». На активном участке выведения капсула не имела головного обтекателя. Тем не менее, в ходе программы были тщательно отработаны методы ориентации корабля и получен значительный технический и медико-биологический опыт, использованный в программах «Джемини» и «Аполлон».

## Подпрограммы
Программа Меркурий имела несколько подпрограмм, каждая имела четко выраженную цель. Запуски производились до тех пор, пока поставленная задача не была выполнена. См. Сводную таблицу запусков.

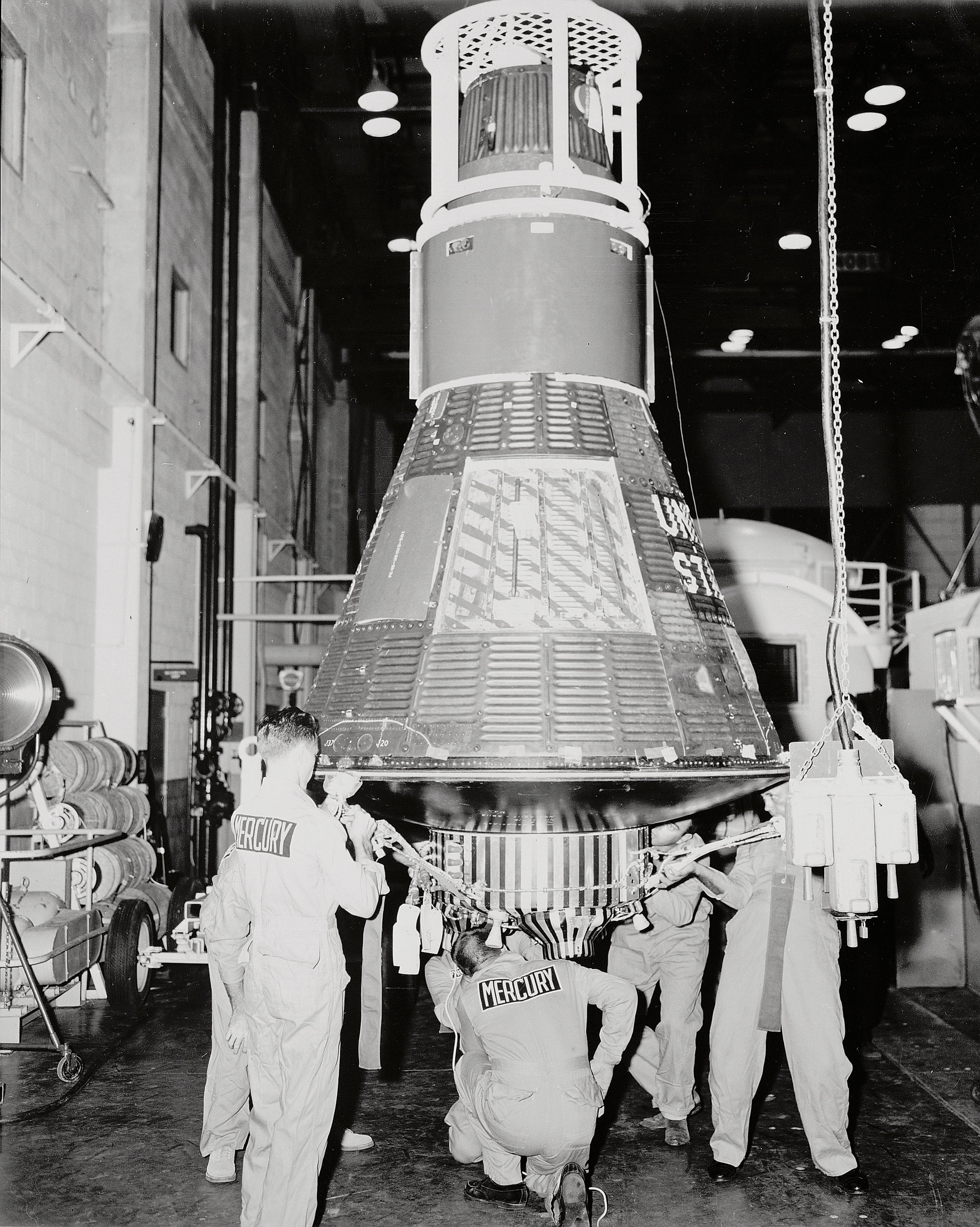
Капсула «Меркурий» в ангаре.

| Подпрограмма и КК | РН            | Запусков | Цель подпрограммы                                          |
| ----------------- | ------------- | -------- | ---------------------------------------------------------- |
| Меркурий-Юпитер   | Юпитер        | 0        | Отменены из-за высокой стоимости проекта                   |
| Меркурий-Литл Джо | Литл Джо-1    | 8        | Отработка системы аварийного спасения (САС).               |
| Меркурий-Биг Джо  | Атлас D       | 1        | Испытание абляционного теплозащитного экрана, его отстрел. |
| Меркурий-Скаут    | Блю Скаут-2   | 1        | Телеметрия и связь по всей траектории полёта.              |
| Меркурий-Редстоун | Редстоун-MRLV | 6        | Суборбитальный полёт человека.                             |
| Меркурий-Атлас    | Атлас D       | 9        | Орбитальный полёт человека.                                |

## Астронавты

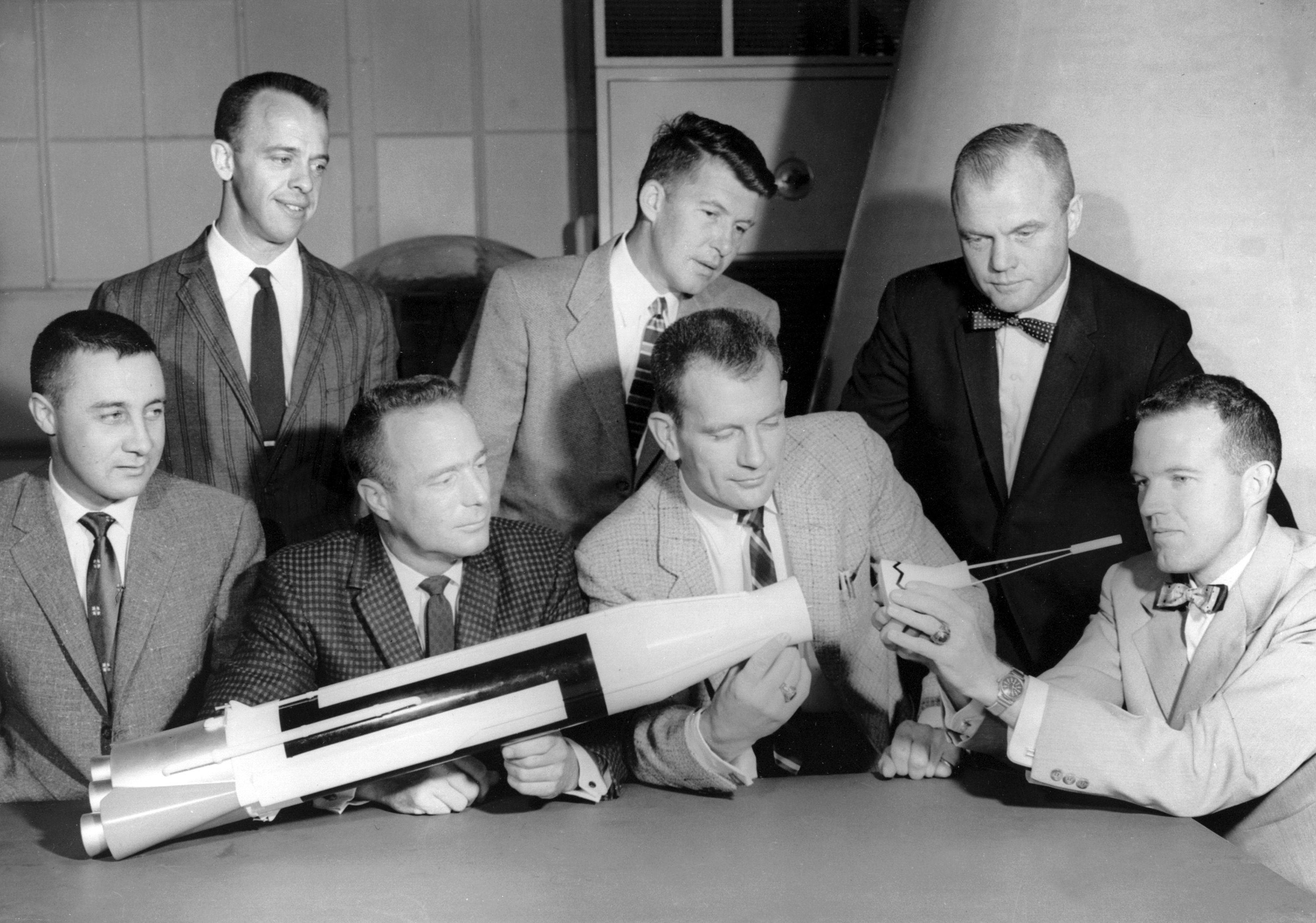
Астронавты программы «Mercury», слева направо: Гриссом, Шепард, Карпентер, Ширра, Слейтон, Гленн, Купер. Фото 1962.

- Джон Гленн (англ. John Glenn)
- Вирджил Гриссом (англ. Virgil Grissom)
- Скотт Карпентер (англ. Scott Carpenter)
- Гордон Купер (англ. Gordon Cooper)
- Дональд Слэйтон (англ. Donald Slayton)
- Алан Шепард (англ. Alan Shepard)
- Уолтер Ширра (англ. Walter Shirra)

Шимпанзе: Хэм, Энос, Минни

## Пилотируемые полёты

### Меркурий-Редстоун-3(Freedom 7)
5 мая 1961 года.

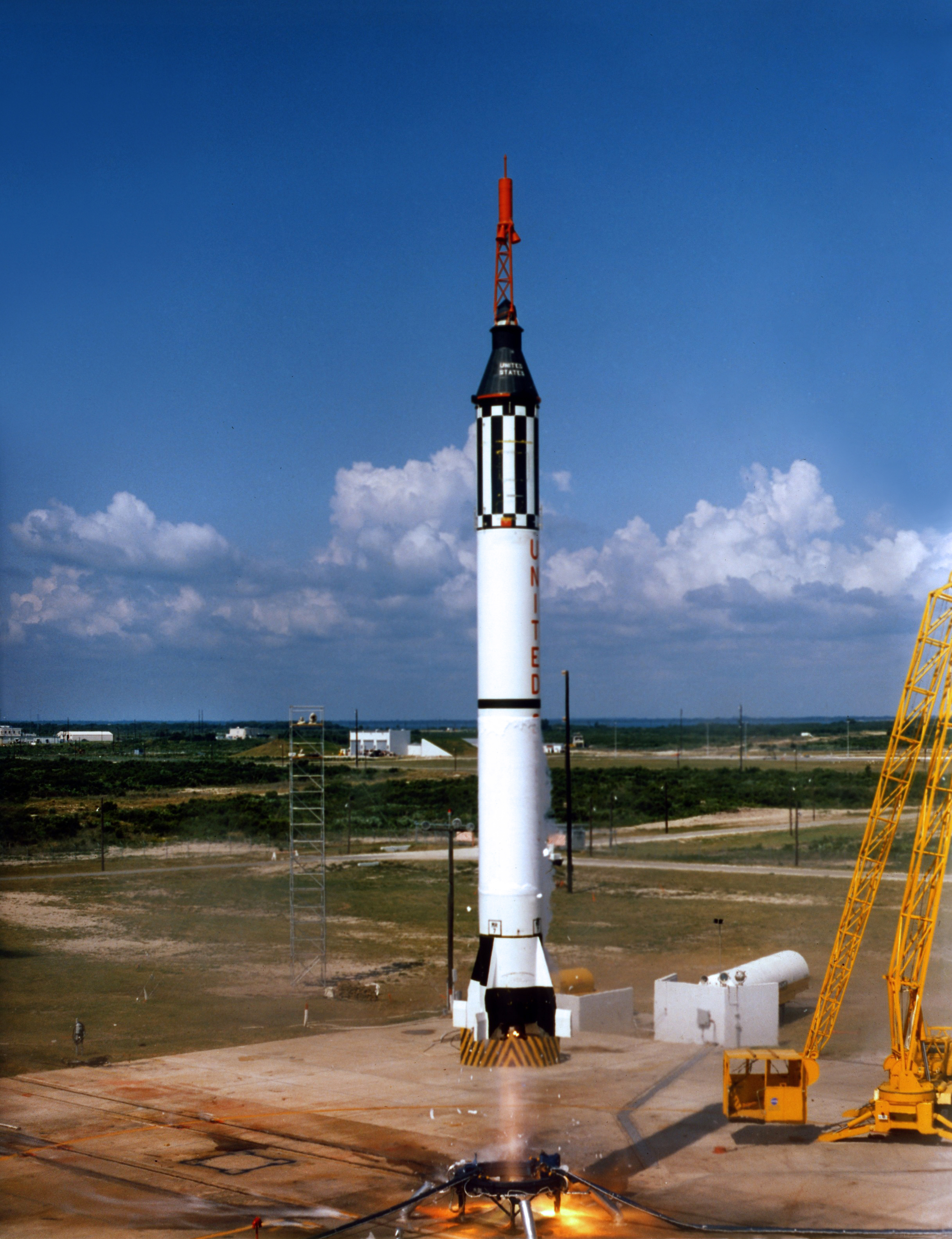
Запуск Mercury-Redstone 3 с Аланом Шепардом.

Суборбитальный полёт. Пилот: Алан Шепард. Дублёр: Джон Гленн. Ракета-носитель: «Редстоун» (Redstone). Продолжительность полёта: 15 мин, достигнутая высота: 186 км, дальность полёта: 486 км, скорость: 2294 м/сек.
Первый астронавт США в космосе. Впервые продемонстрировано ручное управление осевой ориентацией космического корабля в невесомости. Программа полёта выполнена успешно.

### Меркурий-Редстоун-4(Liberty Bell 7)
21 июля 1961 года.
Суборбитальный полёт. Пилот: Вирджил Гриссом. Дублёр: Джон Гленн. Ракета-носитель: «Редстоун». Продолжительность полёта: 15 мин, достигнутая высота: 190 км, дальность полёта: 487 км, скорость 2315 м/с.
Второй (и последний) суборбитальный полёт по программе «Меркурий-Редстоун». Программа полёта выполнена. После успешного приводнения произошёл нештатный отстрел люка капсулы, и капсула начала заполняться водой. Пилот был спасён (поднят на борт вертолёта), но капсула затонула на глубине 5 км и была поднята только в 1999 году.

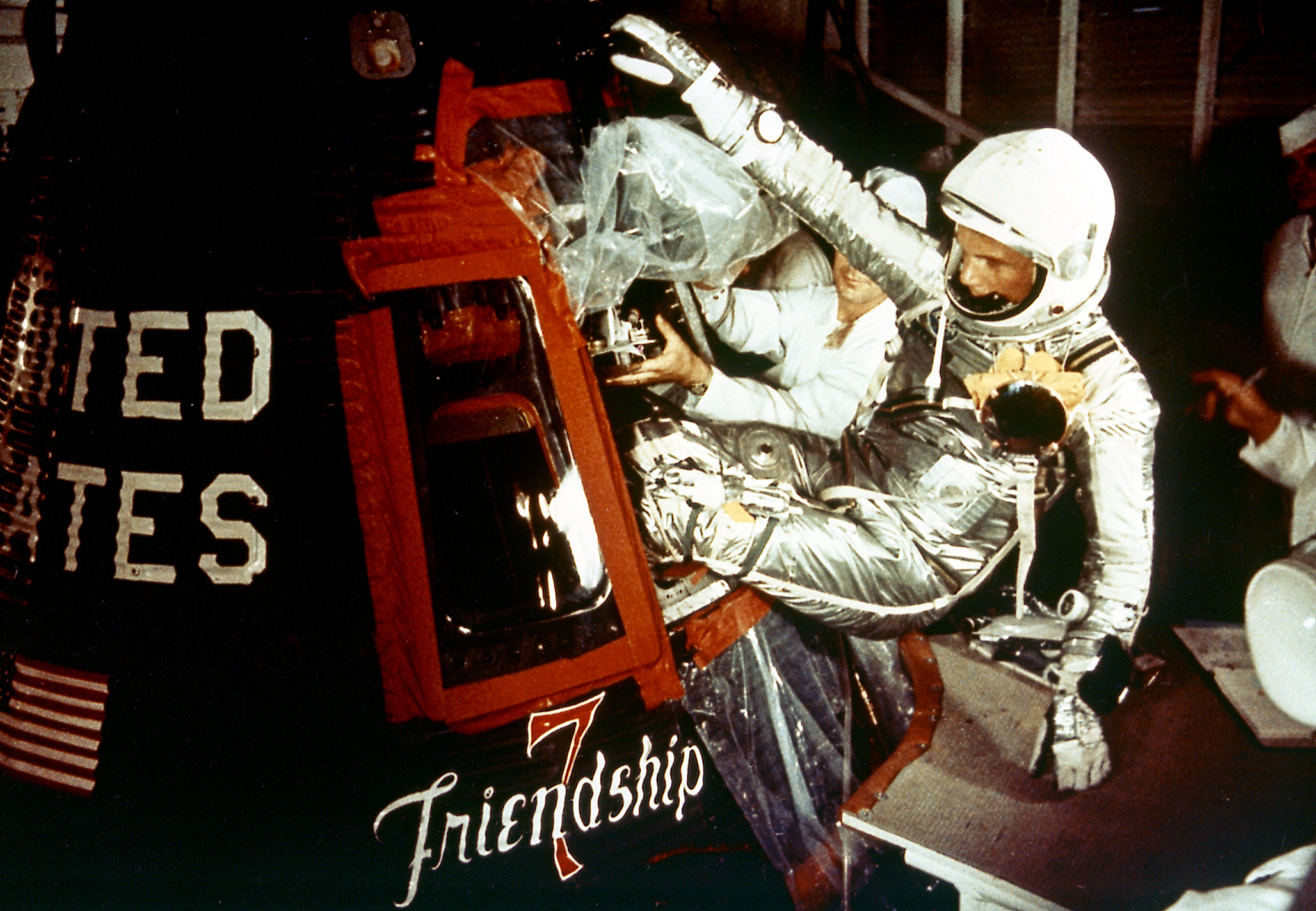
Джон Гленн, предполётная тренировка.

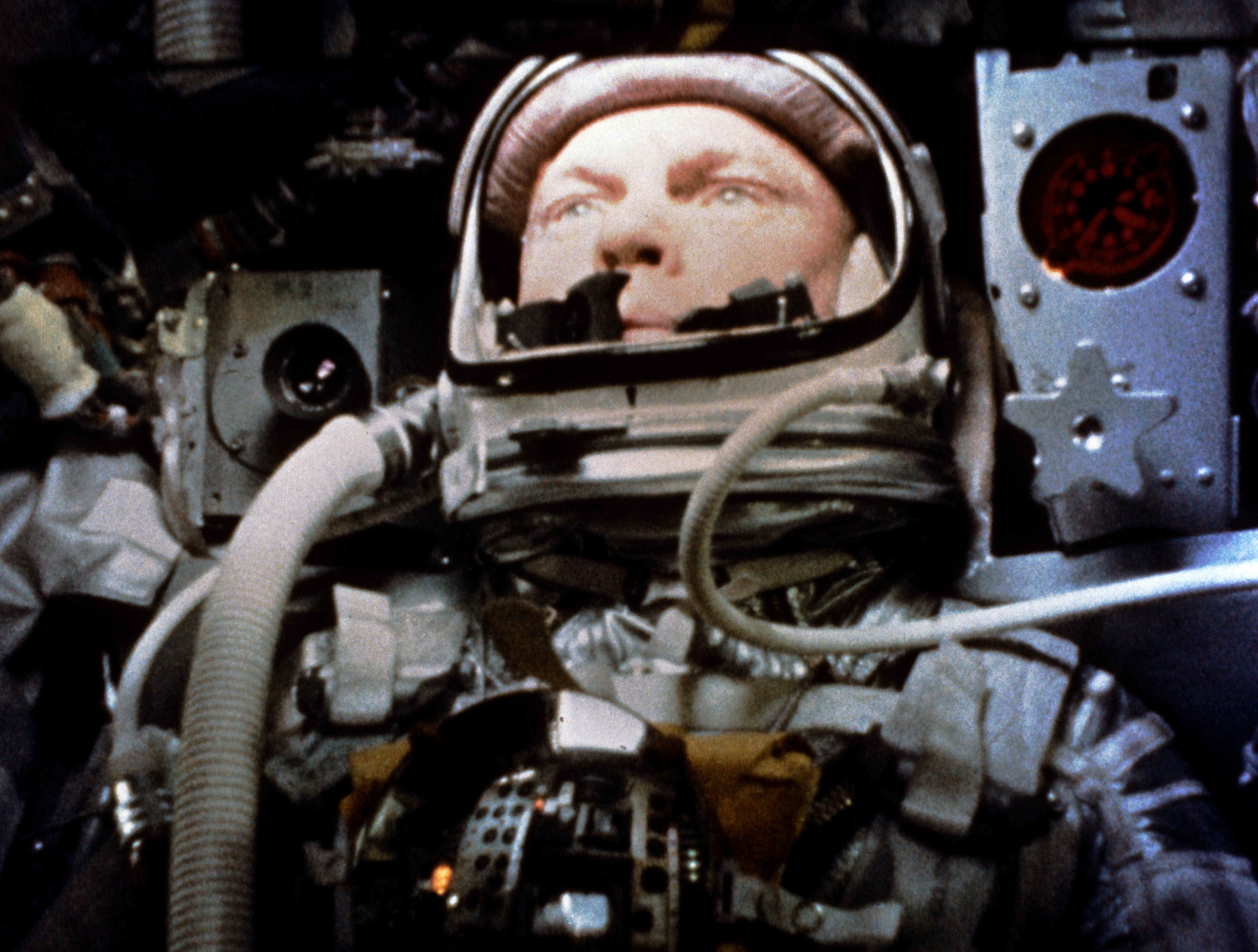
Джон Гленн, съемка во время полёта

### Меркурий-Атлас-6(Friendship 7)
20 февраля 1962 года.
Пилот: Джон Гленн. Дублёр: Скотт Карпентер. Ракета-носитель: «Атлас D». Продолжительность полёта: 4 ч. 43 мин.
Первый орбитальный космический полёт, совершенный гражданином США. Первое приземление (приводнение) человека в кабине космического аппарата после орбитального полёта. Программа полёта выполнена. Из-за ошибочных показаний датчика было решено не производить отстрел отработавших тормозных двигателей.

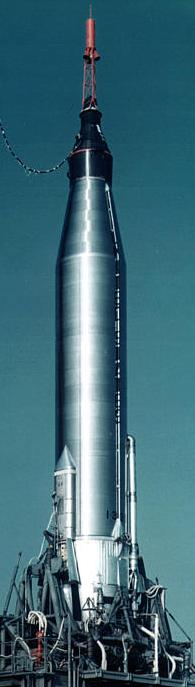
Ракета-носитель Atlas D с кораблём Mercury 9

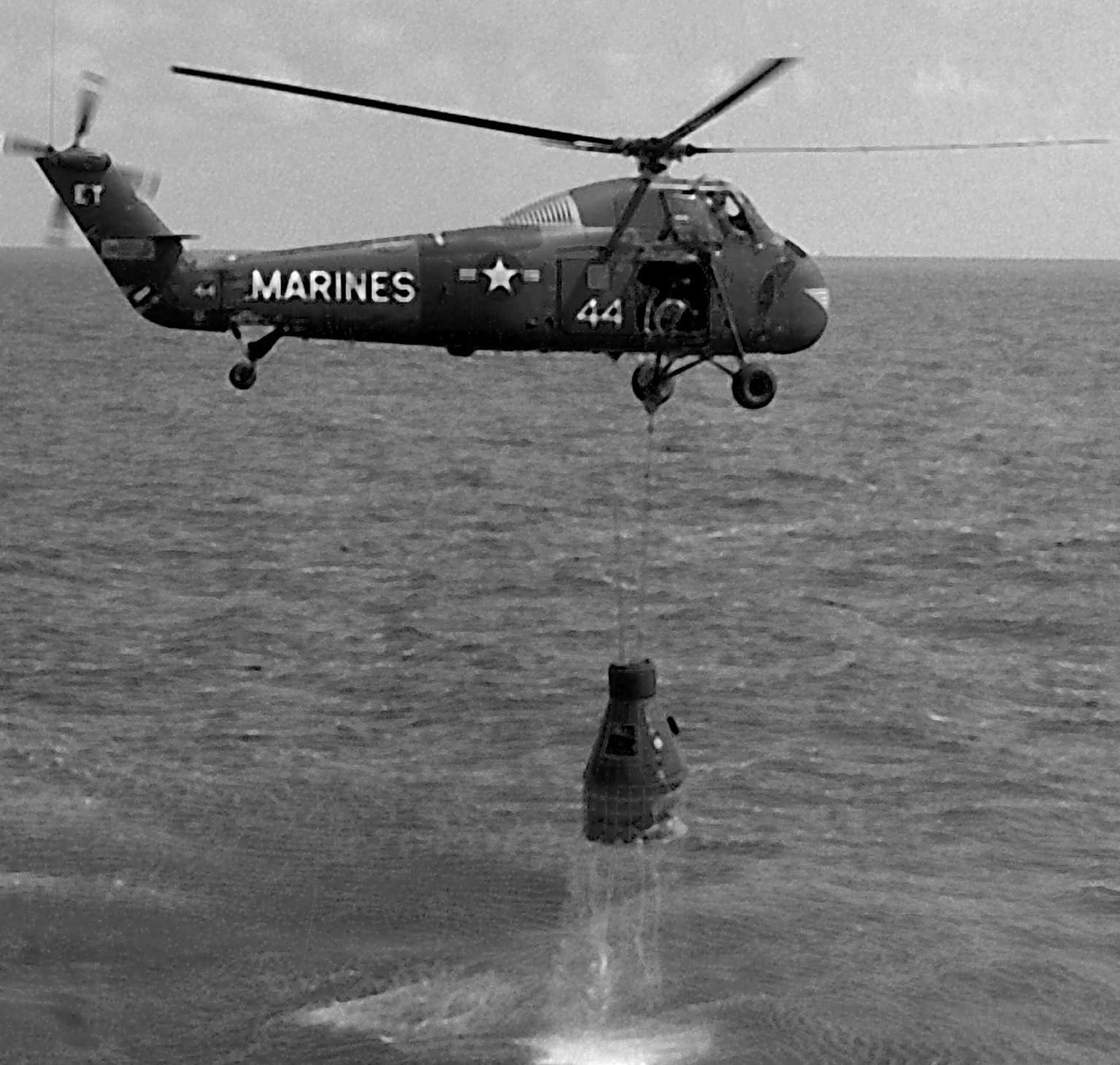
Вертолёт поисковой службы поднимает капсулу Freedom 7 после приводнения. Виден надувной посадочный амортизатор.

### Меркурий-Атлас-7(Aurora 7)
24 мая 1962 года.
Пилот: Скотт Карпентер. Дублёр: Уолтер Ширра. Ракета-носитель: «Атлас D». Продолжительность полёта: 4 ч. 56 мин.
Программа полёта в целом выполнена. В результате ошибок и несанкционированных действий пилота, совпавших с неисправностью в системе автоматической ориентации, было перерасходовано топливо двигателей ориентации. Так, к концу второго витка резерв топлива составлял 42 % в баках ручной ориентации и 45 % в баках автоматической ориентации. Это привело к тому, что корабль приводнился в 402 км от намеченного района посадки.

### Меркурий-Атлас-8(Sigma 7)
3 октября 1962 года.
Пилот: Уолтер Ширра. Дублёр: Гордон Купер. Ракета-носитель: «Атлас D». Продолжительность полёта: 9 ч. 13 мин.
Программа полёта полностью выполнена. Астронавт успешно продемонстрировал ручное управление ориентацией корабля. Среди прочих экспериментов, в программу входили наблюдения источников света высокой интенсивности на поверхности Земли: в момент прохождения корабля над полигоном Вумера в Австралии производились запуски осветительных ракет, а в момент пролёта над Дурбаном включался дуговой прожектор. Оба источника света не удалось пронаблюдать из-за облачности.

### Меркурий-Атлас-9(Faith 7)
15 мая 1963 года.
Пилот: Гордон Купер. Дублёр: Алан Шепард. Ракета-носитель: «Атлас D». Продолжительность полёта: 34 ч. 20 мин.
Программа полёта выполнена. На третьем витке Купер начал выполнение эксперимента по оптическому наблюдению отделённой от корабля мишени- сферы диаметром 150 мм, оснащённой проблесковыми лампами (мишень успешно наблюдалась астронавтом на четвёртом, пятом и шестом витках). Следующий эксперимент предусматривал отделение от корабля надувной сферы диаметром 76 см на нейлоновом фале длиной 30 м для измерения атмосферного торможения в перигее и апогее, но провести его не удалось-сфера не вышла из контейнера. К концу длительного полёта обнаружилось несколько неисправностей в системах корабля, в частности — отказала система автоматической ориентации (она была обесточена из-за короткого замыкания в электросистеме), но пилот успешно сориентировал корабль на торможение и произвел сход с орбиты в ручном режиме. Спускаемый аппарат успешно приводнился в шести километрах от главного корабля поисковой группы — авианосца USS Kearsarge.

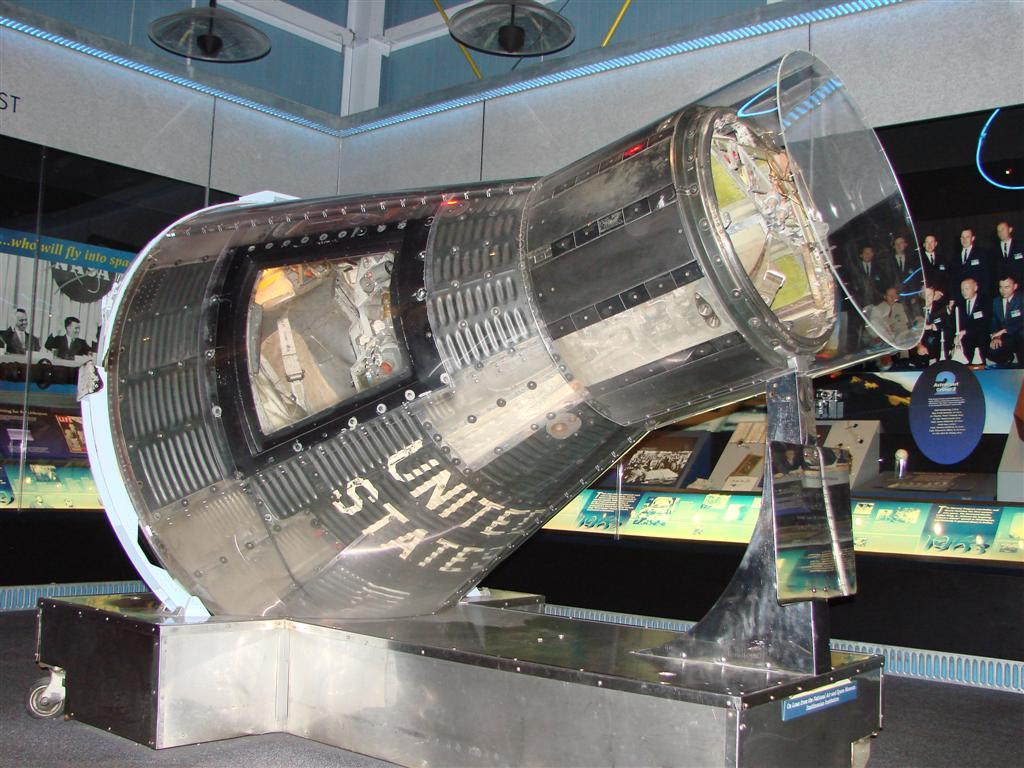
Sigma 7 в музее, 2007

## Полёты с животными

### Меркурий-Редстоун-2
31 января 1961 года.
Суборбитальный полёт. Шимпанзе Хэм. Ракета-носитель: «Редстоун». Достигнутая высота: 251 км.

### Меркурий-Атлас-5
29 ноября 1961 года.
Орбитальный полёт. Шимпанзе Энос. Ракета-носитель: «Атлас D». Длительность полёта: 2 витка.

### Отменённые запуски
На 1963 год были запланированы полёты МА-10 (трое суток), МА-11 и МА-12 (сутки). Однако после Меркурий-Атлас-9 программа была объявлена выполненной, а дальнейшие запуски отменены.

## Сводная таблица всех запусков по программе «Меркурий»
| Дата запуска     | №     | РН          | Название корабля     | Масса, кг | NSSDC ID  | Примечания |
| ---------------- | ----- | ----------- | -------------------- | --------- | --------- | --- |
| июль 1959        |       | Юпитер      | Меркурий-Юпитер-1,2  | —         | —         | Полёты отменены из-за высокой стоимости проекта |
| 21 августа 1959  |       | Литл Джо-1  | Литл Джо-1           | 1159,0    | —         | За полчаса до старта пиротехника вынесла капсулу на высоту 600 м. Старт не состоялся, РН не пострадала. |
| 9 сентября 1959  |       | Атлас D     | Биг Джо-1            | 1159,0    | —         | Суборбитальный полёт, высота 153 км. Был запущен макет КК Меркурий. |
| 4 октября 1959   |       | Литл Джо-1  | Литл Джо-6           | 1134,0    | —         | Суборбитальный полёт |
| 4 ноября 1959    |       | Литл Джо-1  | Литл Джо-1A          | 1007,0    | —         | Суборбитальный полёт, аварийный пуск |
| 4 декабря 1959   |       | Литл Джо-1  | Литл Джо-2           | 1007,0    | —         | Суборбитальный полёт |
| 21 января 1960   |       | Литл Джо-1  | Литл Джо-1B          | 1007,0    | —         | Суборбитальный полёт |
| 9 мая 1960       | 1     | —           | Beach Abort          | 1007,0    | —         | Суборбитальный полёт. Запуск без РН, испытание САС. |
| 29 июля 1960     | 4     | Атлас D     | Меркурий-Атлас-1     | 1154,0    | —         | На 59 секунде, на высоте 9,1 км произошло разрушение ракеты-носителя. |
| 8 ноября 1960    | 3     | Литл Джо-1  | Литл Джо-5           | 1141,0    | —         | Суборбитальный полёт |
| 21 ноября 1960   | 2 F1  | Редстоун    | Меркурий-Редстоун-1  | 1230,0    | —         | Попытка запуска по суборбитальной траектории. «4-х дюймовый запуск» (10 см). Запускаемая капсула была переставлена на Меркурий-Редстоун-1A.                                                                 |
| 19 декабря 1960  | 2 F2  | Редстоун    | Меркурий-Редстоун-1A | 1230,0    | —         | Суборбитальный полёт, скорость 8 000 км/ч. За 15 мин 45 сек достиг высоты 210 км, дальность 375 км. |
| 31 января 1961   | 5     | Редстоун    | Меркурий-Редстоун-2  | 1203,0    | —         | Суборбитальный полёт, в капсуле запущен 17-килограммовый шимпанзе по имени Хэм. Достигнута скорость 9400 км/ч. За 16 мин 39 сек достиг высоты 250 км, дальность 670 км.                                     |
| 21 февраля 1961  | 6     | Атлас D     | Меркурий-Атлас-2     | 1154,0    | —         | Суборбитальный полёт, Скорость 21 000 км/ч. За 17 мин 56 сек достиг высоты 185 км, дальность 2300 км. |
| 18 марта 1961    | 14 F1 | Литл Джо-1  | Литл Джо-5A          | 1141,0    | —         | Суборбитальный полёт |
| 24 марта 1961    |       | Редстоун    | Меркурий-Редстоун-BD | 1141,0    | —         | Суборбитальный полёт, добавлены ускорители (Booster Development, рус. разработка ускорителей), скорость 8200 км/ч. За 8 мин 23 сек достиг высоты 180 км, дальность 500 км.                                  |
| 25 апреля 1961   | 8 F1  | Атлас D     | Меркурий-Атлас-3     | 1179,0    | —         | Через 40 сек после старта на высоте 5 км сработала САС, отстрелив капсулу на высоту 7 км. На парашютах капсула приземлилась на расстоянии 1,8 км от старта. Капсула после ремонта была установлена на МА-4. |
| 28 апреля 1961   | 14 F2 | Литл Джо-1  | Литл Джо-5B          | 1141,0    | —         | Суборбитальный полёт |
| 5 мая 1961       | 7     | Редстоун    | Меркурий-Редстоун-3  | 955       | —         | 1-й суборбитальный пилотируемый полёт — астронавт Алан Шепард. За 15 мин 28 сек достиг высоты 187,5 км, дальность 488 км.                                                                                   |
| 21 июля 1961     | 11    | Редстоун    | Меркурий-Редстоун-4  | 1286,0    | —         | 2-й суборбитальный пилотируемый полёт — астронавт Вирджил Гриссом. Скорость 8270 км/ч. За 15 мин 37 сек достиг высоты 189 км, дальность 483 км.                                                             |
| 13 сентября 1961 | 8 F2  | Атлас D     | Меркурий-Атлас-4     | 1224,7    | 1961-025A | 1-й орбитальный непилотируемый полёт продолжительностью 1 час 22 мин. |
| 1 ноября 1961    |       | Блю Скаут-2 | Меркурий-Скаут-1     | 67,5      | —         | Аварийный старт. С 28 секунды полёта стала проявляться неустойчивость работы двигателей ракеты-носителя и на 43 секунде была выдана команда на самоликвидацию.                                              |
| 29 ноября 1961   | 9     | Атлас D     | Меркурий-Атлас-5     | 1315,4    | 1961-033A | 2-й орбитальный полёт, запущен 17-килограммовый шимпанзе по имени Энос. Из-за проблем (утечка топлива) на орбите полёт был сокращен с 3-х до 2-х витков. Приземление прошло успешно.                        |
| 20 февраля 1962  | 13    | Атлас D     | Меркурий-Атлас-6     | 1352,0    | 1962-003A | Первый орбитальный пилотируемый полёт — астронавт Джон Гленн, 3 витка за 4 часа 55 минут. |
| 24 мая 1962      | 18    | Атлас D     | Меркурий-Атлас-7     | 1349,5    | 1962-019A | Второй орбитальный пилотируемый полёт — астронавт Малькольм Карпентер, 3 витка за 4 часа 56 минут. |
| 3 октября 1962   | 16    | Атлас D     | Меркурий-Атлас-8     | 1370,0    | 1962-052A | Третий орбитальный пилотируемый полёт — астронавт Уолтер Ширра, 6 витков за 9 часов 13 минут. |
| 15 мая 1963      | 20    | Атлас D     | Меркурий-Атлас-9     | 1360,8    | 1963-015A | Четвёртый орбитальный пилотируемый полёт — астронавт Гордон Купер, 22 витка за 1 сутки 10 часов 20 минут.                                                                                                   |